# Berlinski kongres
Berlinski kongres je bil sestanek predstavnikov takratnih velesil – Nemčije, Avstro-Ogrske, Francije, Združenega kraljestva, Italije, Rusije in Osmanskega cesarstva – junija in julija 1878 v Berlinu.
Po končani rusko-turški vojni leta 1877 in po miru v San Stefanu se je zelo povečal ruski vpliv na Balkanskem polotoku, med balkanskimi državami pa je po tem sporazumu največ dobila Bolgarija. Avstro-Ogrska in Velika Britanija sta se čutili močno ogroženi in tako je bil z nemškim posredovanjem leta 1878 sklican berlinski kongres, ki mu je predsedoval in ga suvereno obvladal nemški kancler Otto von Bismarck.
Po enem mesecu je bila sklenjena mirovna pogodba, ki je temeljito spremenila politični zemljevid jugovzhodne Evrope. Največ je izgubila premagana osmanska država, med zmagovalkami pa Bolgarija. Srbija, Črna gora in Romunija so na berlinskem kongresu postale neodvisne države. Avstro-Ogrska je smela zasesti Bosno in Hercegovino.
Berlinski kongres je imel daljnosežne posledice v evropski zgodovini in nekdanja zavezništva so se temeljito pomešala.